# Cynea
Cynea là một chi bướm ngày thuộc họ Bướm nâu.